# Guido Antonio Vespucci
Guido Antonio Vespucci (1436 – 1501) è stato un politico italiano.
Fu ambasciatore di Firenze in Francia sotto il re Luigi XI di Francia.

## Biografia
Nel 1478 Guido Antonio Vespucci guidò una missione diplomatica fiorentina a Parigi e invitò il cugino più giovane, Amerigo Vespucci, a unirsi a lui. Il ruolo di Amerigo non è chiaro, ma probabilmente era un addetto o un segretario privato. Lungo la strada conclusero affari a Bologna, Milano e Lione. Il loro obiettivo a Parigi era ottenere il sostegno francese per la guerra di Firenze con Napoli. Re Luigi XI di Francia fu titubante, perciò la missione diplomatica tornò a Firenze nel 1481 con scarsi risultati diplomatici, tuttavia il viaggio probabilmente risvegliò in Vespucci il fascino per il viaggio e l'esplorazione.